# Église Saint-Pierre-et-Saint-Paul de Langonnet
Pour les articles homonymes, voir Église Saint-Pierre-et-Saint-Paul.
L’église Saint-Pierre-et-Saint-Paul est une église catholique située au bourg de Langonnet, en France.

## Historique
L'église actuelle a été précédée par un établissement monastique fondé par les moines de l'abbaye de Landévennec. L'église, dans ses parties les plus anciennes, remonte au XIIe siècle. De cette église primitive ne subsiste que la partie orientale de la nef de style roman.
Au XVIe siècle, tout l'extérieur est refait ainsi que les collatéraux, la chapelle des fonts et la partie orientale de l'église. On reconstruit également les premières travées de la nef dans le style gothique. L'ossuaire et la sacristie sont érigés au XVIIe siècle. En 1662, l'église est recouverte d'une nouvelle charpente. Les seigneurs prééminenciers étaient au XVIIe siècle les seigneurs de Runellou, de Collobert, de Cosperec et de Kermain. Un écu écartelé mi-parti Bouteville, mi-parti Du Chastel est visible sur la façade occidentale.
Le clocher est foudroyé en 1844. Il était jusqu'alors couronné d'une petite flèche en bois recouverte d'ardoises. La tour carrée est entièrement refaite entre 1846 et 1873 ainsi que le clocher qui la surmonte. 
De 1935 à 1958, le cimetière est transféré à l'extérieur de l'enclos de l'église.
À l'intérieur, le mobilier est presque entièrement confectionné au XIXe siècle. Les vitraux contemporains (1993) sont de Gérard Lardeur.
L'édifice est classé au titre des monuments historiques par arrêté du 28 octobre 1980.

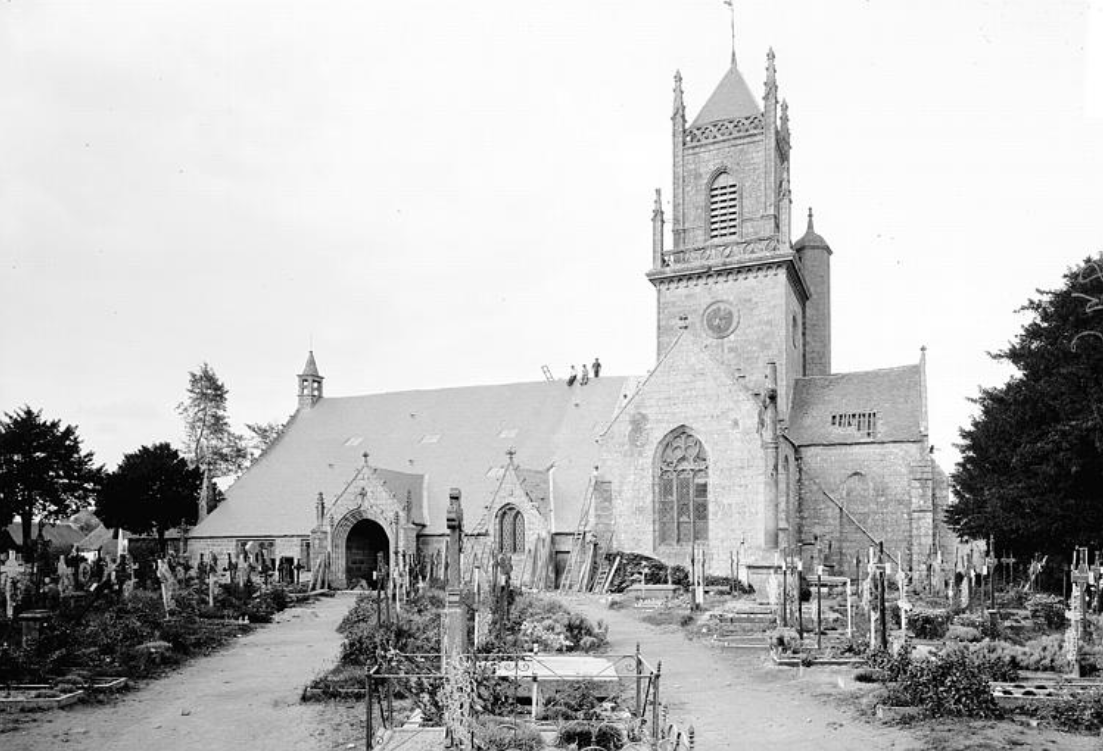
L'église de Langonnet en 1922 avant le transfert du cimetière.

## Architecture

### Extérieur
L'église est en forme de croix latine avec tour carrée à la croisée. La façade ouest, du XVIe siècle, est un bel exemple de gothique flamboyant avec contreforts surmontés de pinacles. Sa double porte est décorée d'accolades et surmontée d'un tympan ajouré. Le côté sud de la nef comporte un porche carré épaulé de deux contreforts angulaires portant la date « 1523 », ainsi qu'un ossuaire du XVIIe siècle, comblant l'angle sud-ouest entre le flanc de la nef et le porche. Il présente six baies de forme trilobée.

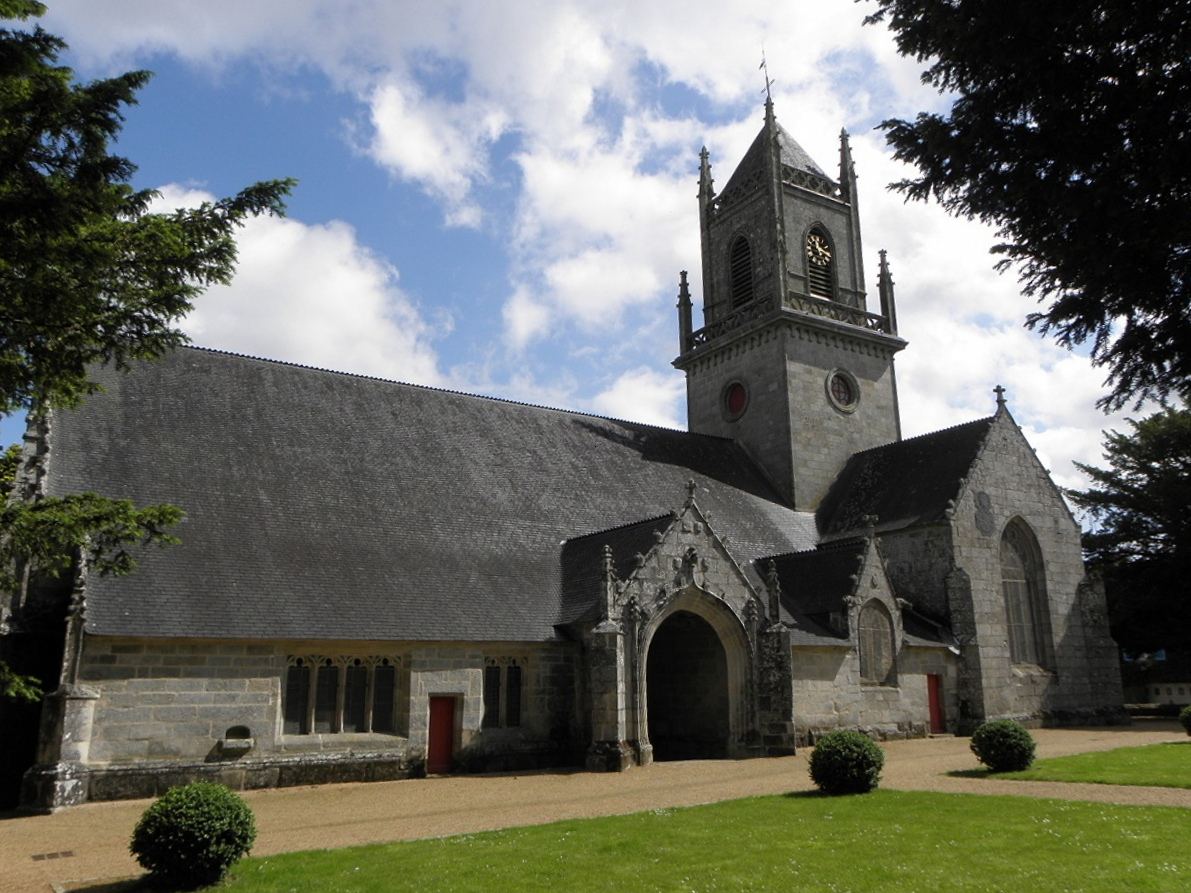
Vue générale au sud.
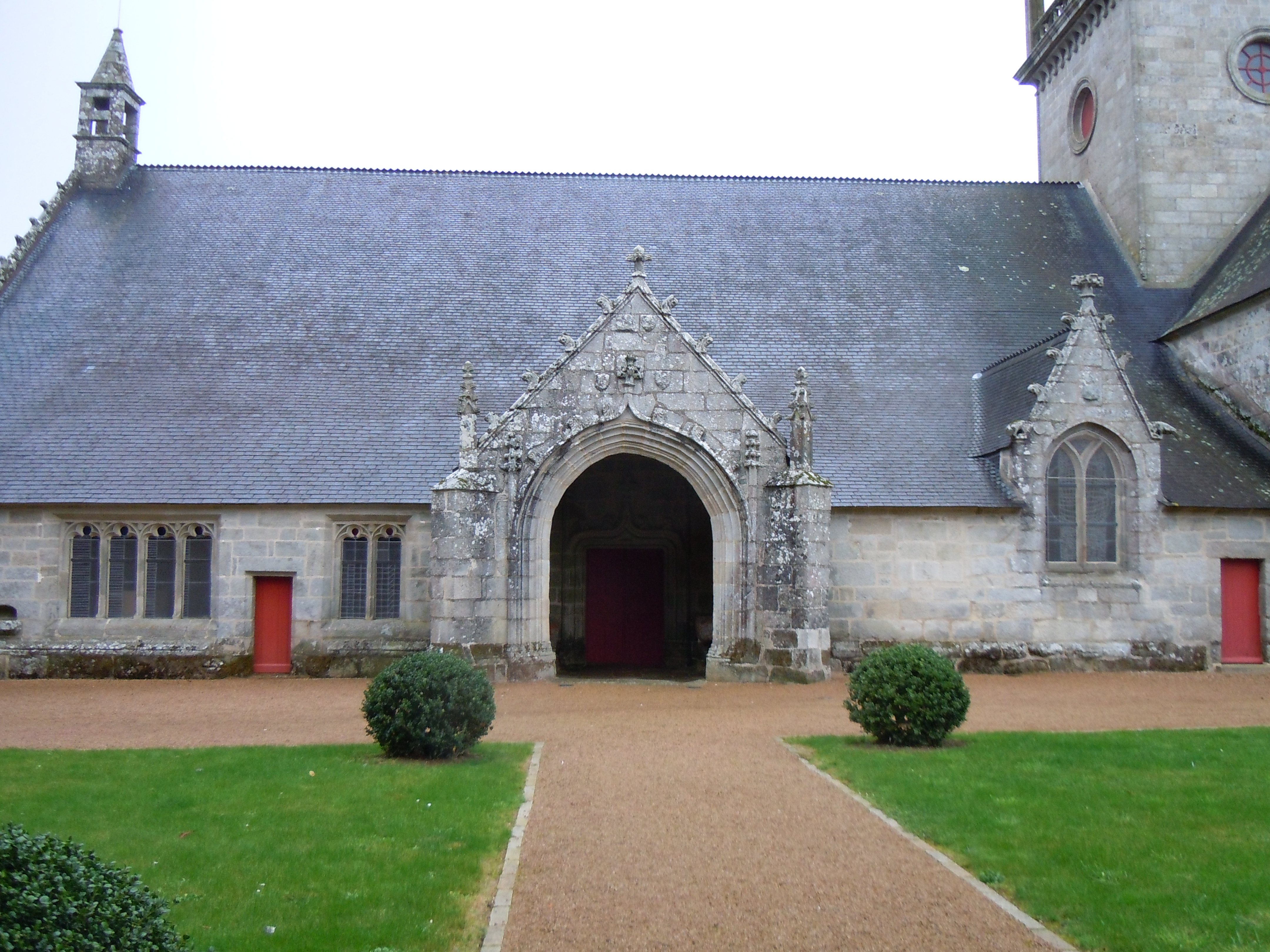
L'ossuaire et le porche sud.

### Intérieur
L'édifice fait 32 × 12 m à l'intérieur.
La belle nef à trois vaisseaux couverts de charpente a conservé quatre travées romanes du XIIe siècle au sud et trois au nord (les premières travées à l'ouest sont gothiques). Les supports des grandes arcades en plein cintre qui occupent deux tiers de la hauteur du mur sont particulièrement remarquables. Les piles complexes sont formées d'une colonne flanquée de quatre colonnettes, hormis une au nord, formé d'un pilier carré flanqué de deux colonnettes sur chaque face. Elles portent des chapiteaux pour la plupart plats, rectangulaires ou en demi-disque posé de chant, certains sculptés en bas-relief. La partie romane de la nef alterne une travée aveugle et une travée percée d'une petite fenêtre géminée très ébrasée, lesquelles sont séparées par des demi-colonnes engagées partant des impostes (à l'exception d'une au nord qui part d'une console située plus haut sur le mur). À la base de la première demi-colonne au nord, on note une statue-colonne représentant un énigmatique personnage accroupi tenant sa barbe. La face plate du chapiteau juste en dessous porte l'inscription : Jesus nazarenus rex judeorum (la face latérale du chapiteau figure une Crucifixion).
La nef romane présente des traits communs tant dans la structure (piliers) que dans la sculpture des chapiteaux avec d'autres églises romanes du pays Pourlet (église de la Trinité de Calan, Saint-Beheau de Priziac, Saint-Pierre de Ploërdut).

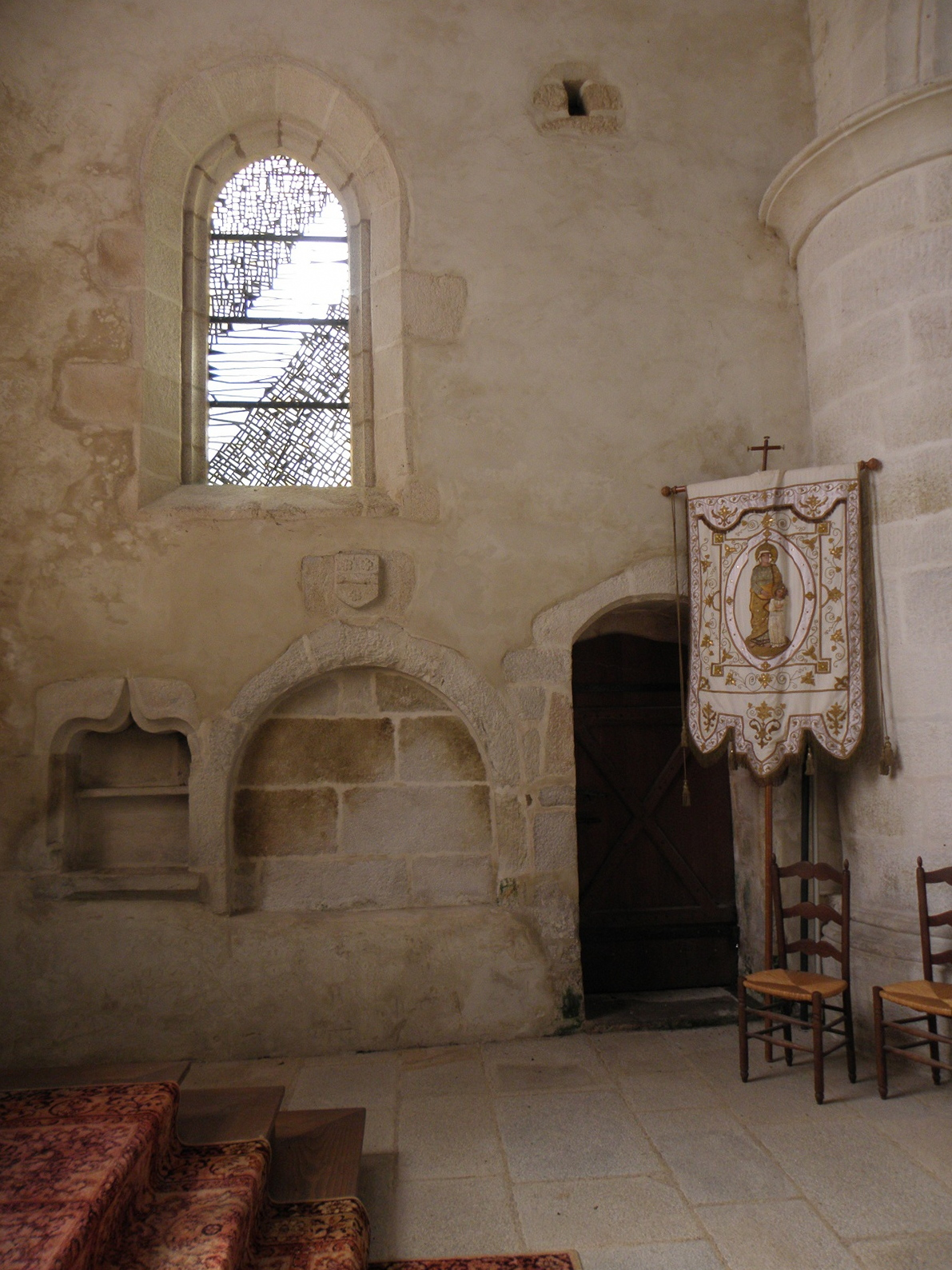
Costale sud du chœur de l'église Saint-Pierre-et-Saint-Paul.

### Chapiteaux romans
Les chapiteaux romans constituent la principale originalité de l'édifice, que ce soient par leurs formes ou leurs motifs. Ils présentent une grande diversité de décors sculptés très stylisés : crossettes, feuillage, décor géométrique, masque, animaux, Crucifixion entourée d'oiseaux, personnage tenant une croix d'une main et une gerbe de 'autre, main tenant une croix s'achevant en une gerbe de feuillage…
Ils s'inscrivent dans un des courants majeurs de la sculpture romane bretonne portée sur le décor géométrique et la stylisation des éléments figuratifs vers l'abstraction. 
Si ce type de motifs se retrouvent dans d'autres régions (Normandie, nord de l'Île-de-France, Picardie…), il est rare que l'abstraction y prenne autant le pas sur la figuration.

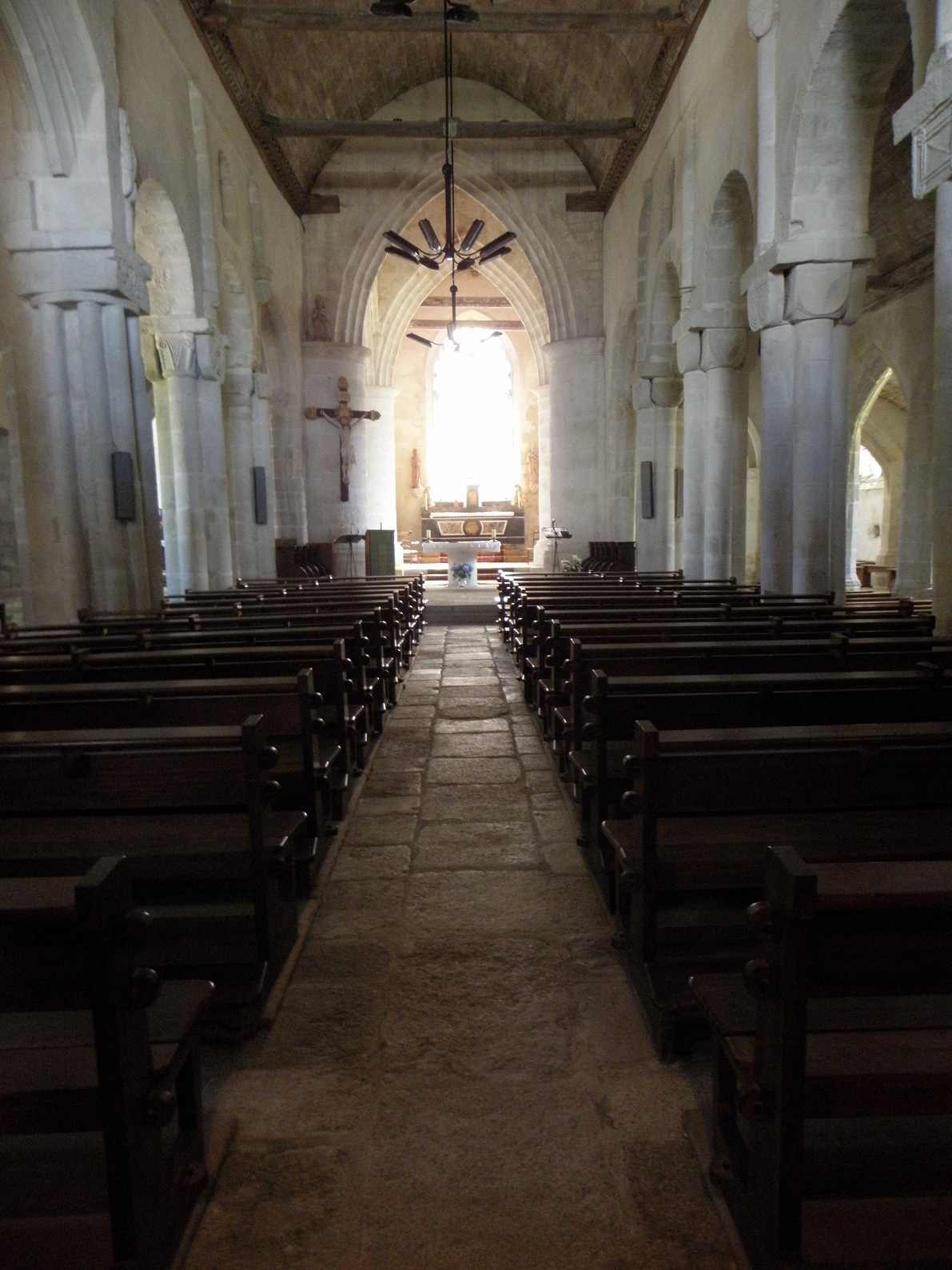
La nef.
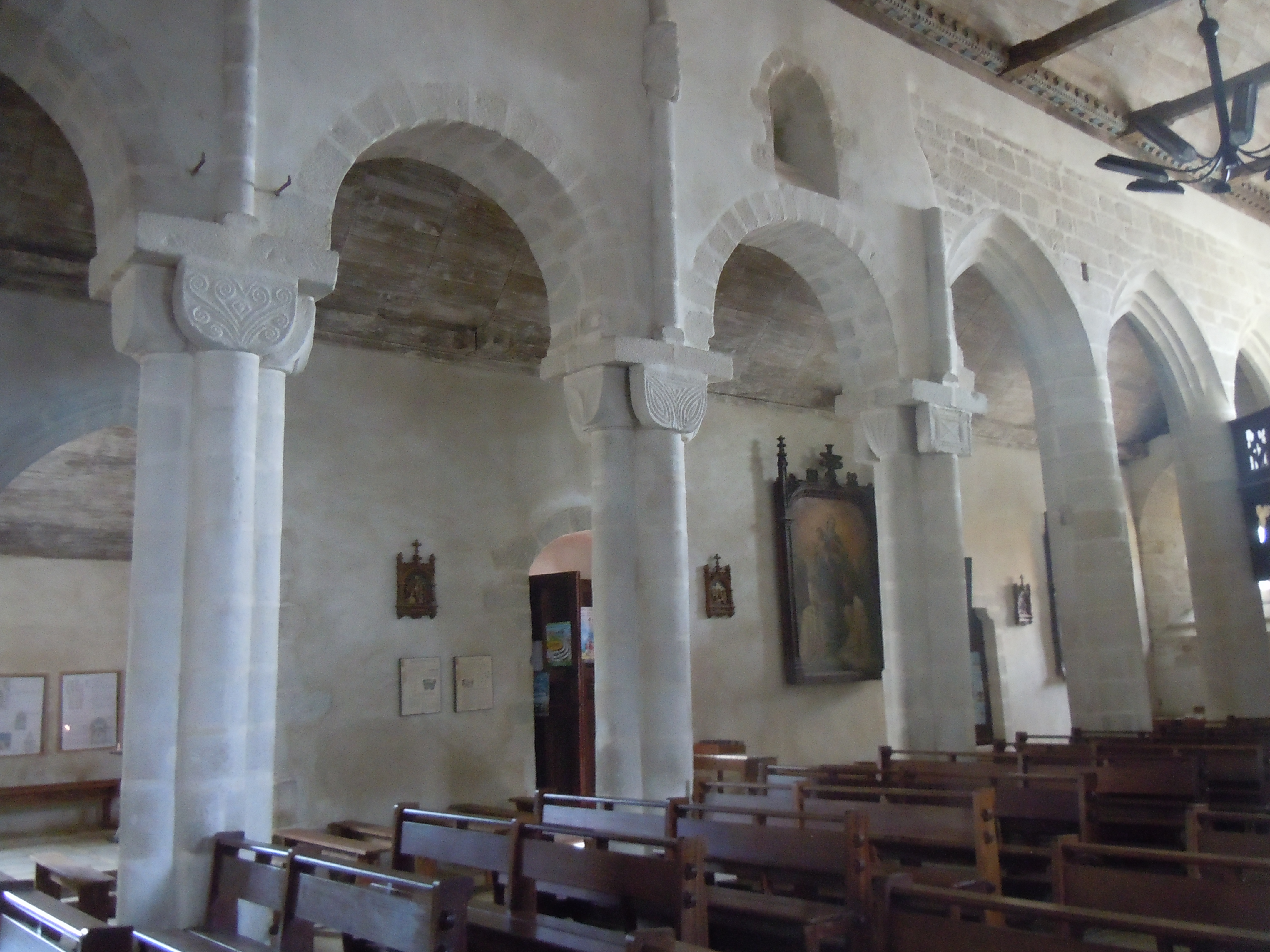
Piliers surmontés de chapiteaux romans ornés de motifs géométriques.
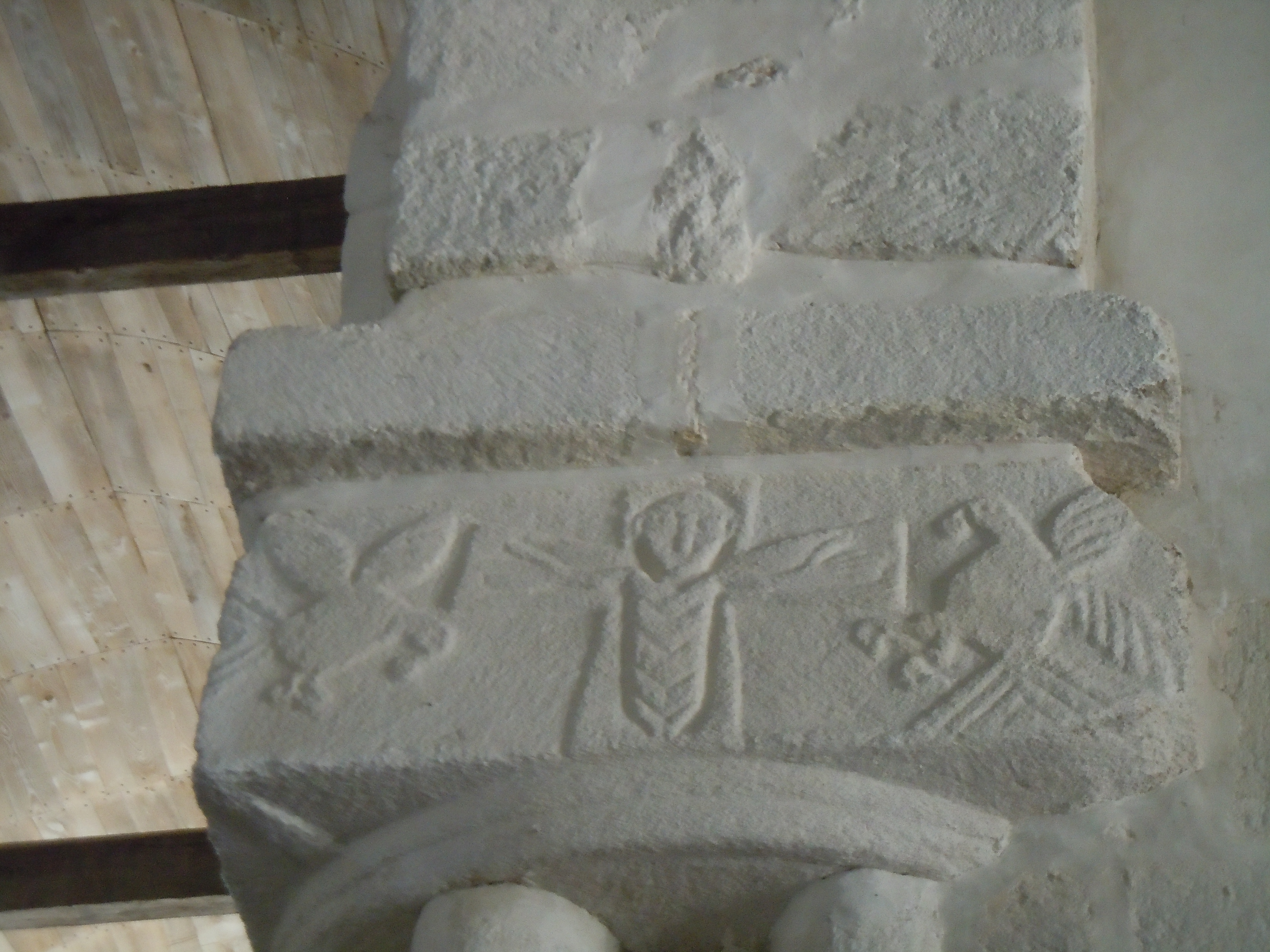
Chapiteau roman orné d'un personnage et d'oiseaux stylisés.
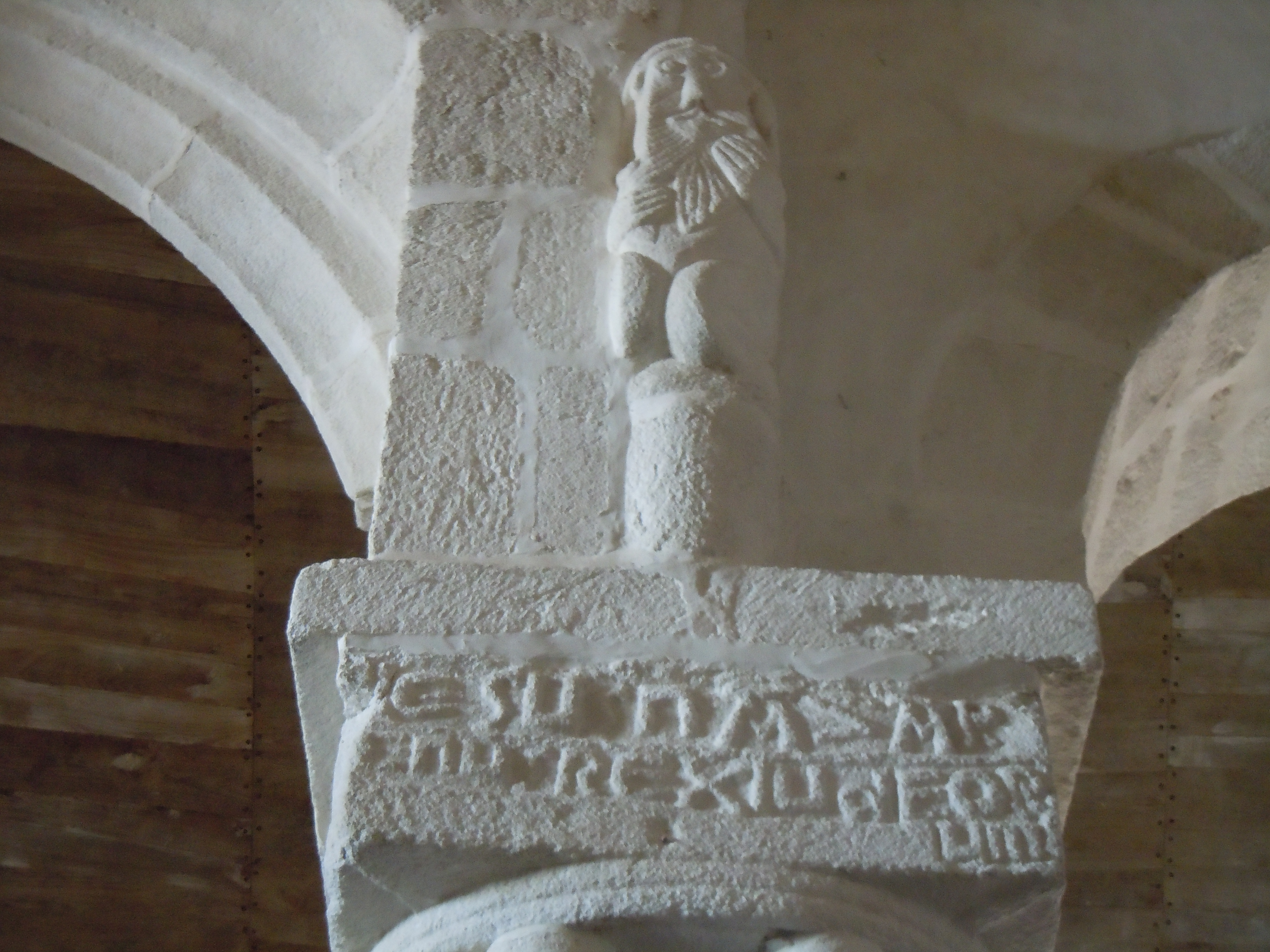
Chapiteau roman portant une inscription surmontée d'une colonnette en forme de vieillard.
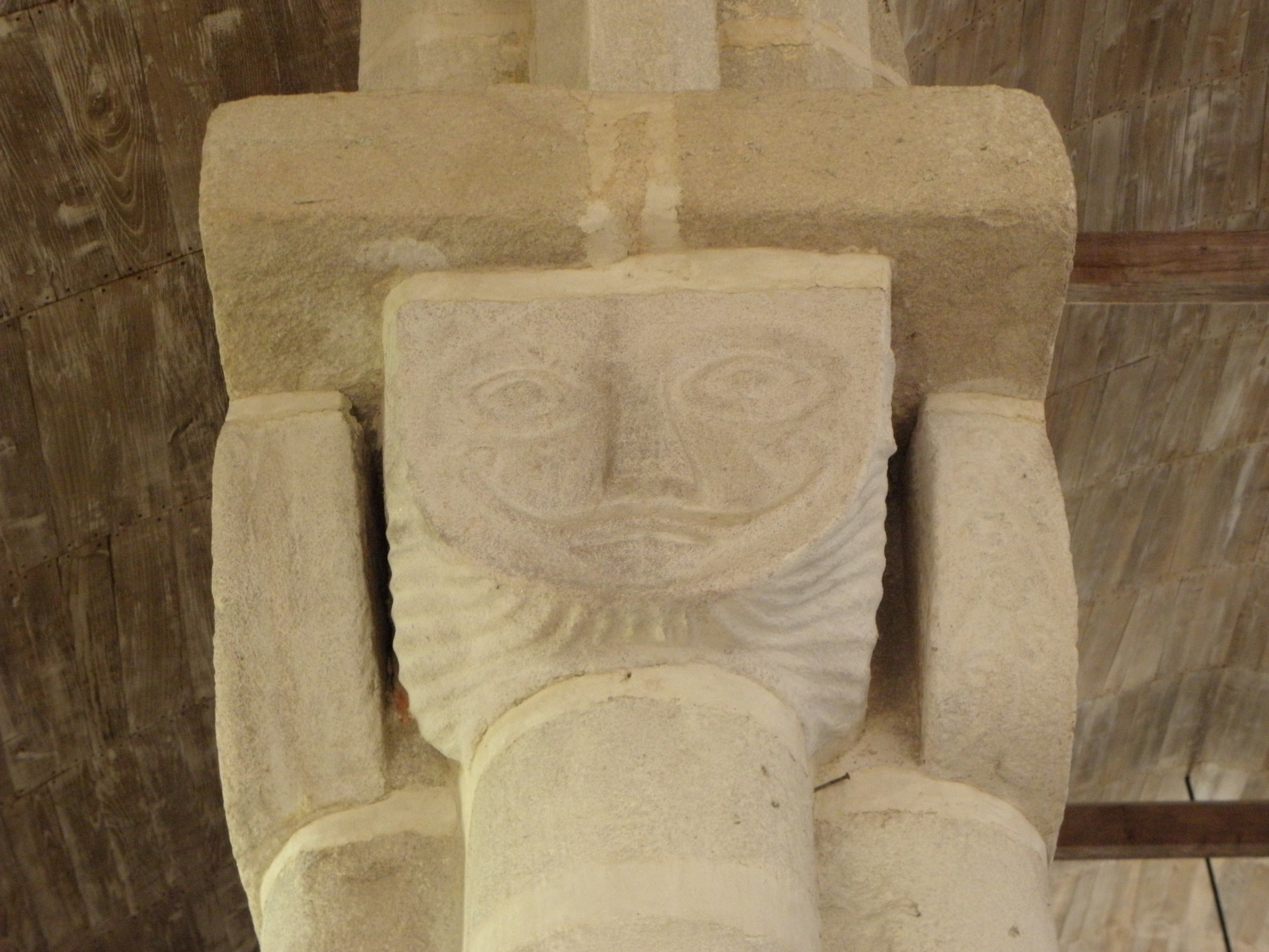
Masque.
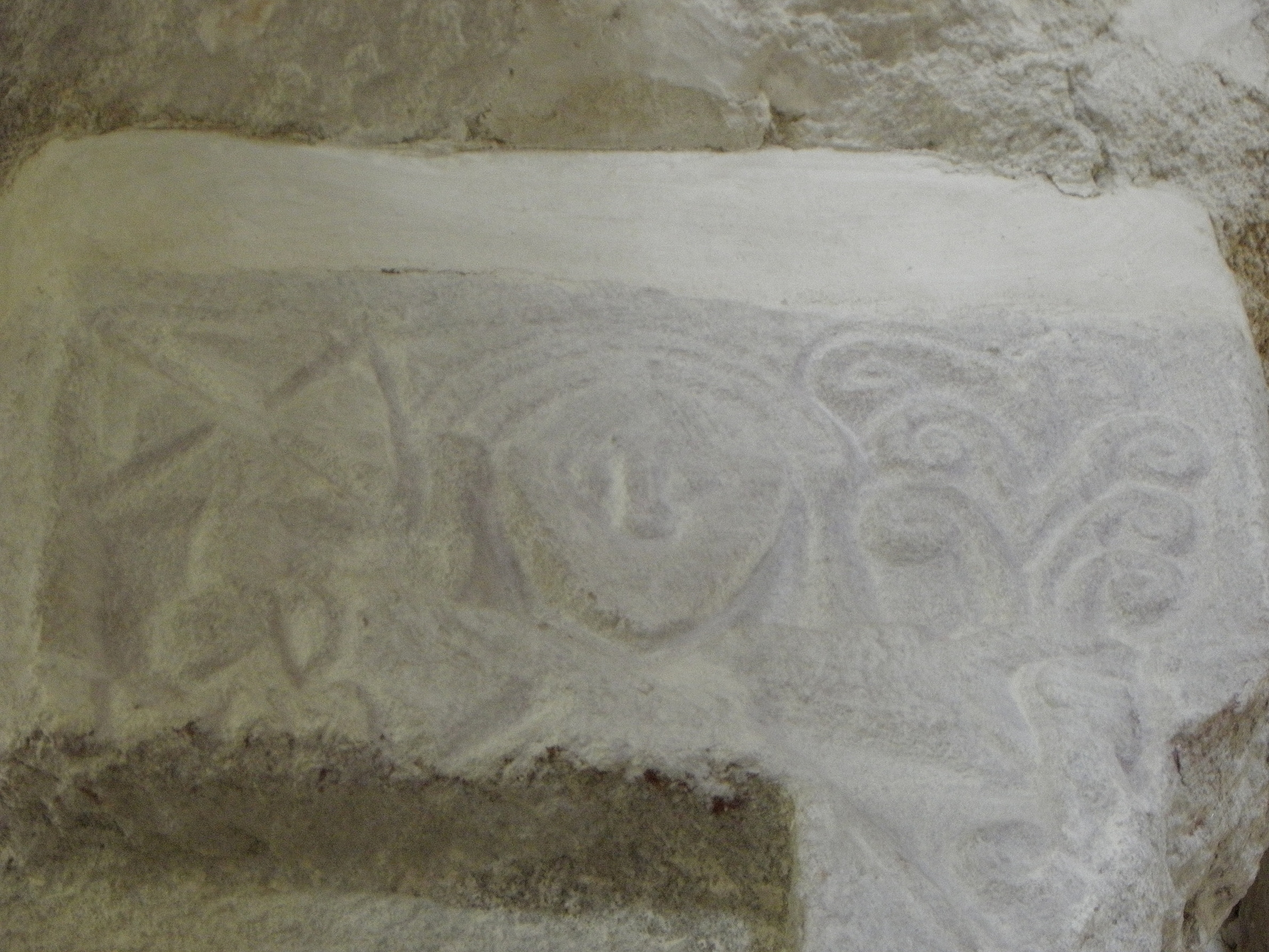
Personnage portant croix et feuillage.

### Mobilier protégé au titre des Monuments historiques
Parmi les objets mobiliers protégés au titre des monuments historiques conservés dans l'église figurent :
| Monument                                           | Notice               | Type de protection | Date            | Photographie |
| -------------------------------------------------- | -------------------- | ------------------ | --------------- | ------------ |
| Six stalles                                        | Notice no PM56005879 | inscription        | 24 janvier 1995 |              |
| Statue : Christ de pitié                           | Notice no PM56004295 | inscription        | 16 août 1982    |              |
| Statue : Dieu le Père                              | Notice no PM56002064 | inscription        | 25 février 1975 |              |
| Groupe sculpté : saint Michel terrassant le dragon | Notice no PM56000453 | classement         | 25 mars 1924    |              |
| Statue : sainte Barbe                              | Notice no PM56000452 | classement         | 25 mars 1924    |              |
| Statue (statuette) : Vierge à l'Enfant             | Notice no PM56002071 | inscription        | 25 février 1975 |              |
| Statue : Christ en croix                           | Notice no PM56005883 | inscription        | 24 janvier 1995 |              |